# District d'Ito
Le district d'Ito (伊都郡, Ito-gun) est un district de la préfecture de Wakayama, au Japon.

## Géographie

### Démographie
Au 1er décembre 2014, la population du district d'Ito était de 25 177 habitants répartis sur une superficie de 332,93 km2.

### Municipalités du district
- Katsuragi
- Kōya
- Kudoyama